# Суран (Алеппо)
Суран (араб. صوران‎) — небольшой город на северо-западе Сирии, расположенный на территории мухафазы Халеб. Входит в состав района Аазаз. Является административным центром одноимённой нахии.

## История
Поселение на месте современного города известное в древности как Суруну (Surunu) входило в состав арамейского этно-политического образования Бит-Адини. В середине IX века до н. э., в ходе военной кампании царя Салманасара III, направленной против союза государств Северной Сирии город был захвачен ассирийскими войсками.

В византийскую эпоху город был населён представителями христианского арабского племени Тахун.

## Географическое положение
Город находится в северной части мухафазы, вблизи границы с Турцией, на высоте 443 метров над уровнем моря.

Ахтерин расположен на расстоянии приблизительно 33 километров к северу от Халеба, административного центра провинции и на расстоянии 344 километров к северо-северо-востоку (NNE) от Дамаска, столицы страны.

## Население
По данным официальной переписи 2004 года численность населения города составляла 6988 человек.

## Транспорт
Ближайший гражданский аэропорт расположен в городе Халеб.